# Plaza de Toros Monumental de Aguascalientes
A Plaza de toros Monumental de Aguascalientes é uma praça de touros na cidade de Aguascalientes, no México. Atualmente é utilizado para touradas e concertos. O estádio tem capacidade para 15 mil pessoas e foi inaugurado em 23 de novembro de 1974.